# Lucius Titius Plautius Aquilinus
Lucius Titius Plautius Aquilinus est un sénateur et consul romain qui a effectué sa carrière au IIe siècle. Il fut consul ordinaire en 162.

## Famille et carrière
Il était le frère de Plautius Quintillus, consul ordinaire en 159. On considère qu'ils étaient les fils de Lucius Epidius Titius Aquilinus, consul ordinaire en 125, et peut-être, selon l'hypothèse de Ronald Syme, d'Avidia Plautia, la demi-sœur d'Aelius César et la tante de Lucius Aurelius Verus,. Aquilinus était aussi apparenté à Titia Quartilla et semble avoir hérité d'elle des fabriques de briques, il est possible de voir en elle sa tante paternelle. Plautius Aquilinus fut consul ordinaire pour l'année 162 avec Quintus Iunius Rusticus.